# Armoriale delle famiglie italiane (Ab-Ac)
Questo è l'armoriale delle famiglie italiane il cui cognome inizia con le lettere che vanno da Ab ad Ac.

## Armi

### Aba
| Stemma | Casato e blasonatura |
| ------ | --- |
|        | Abaco o Dell'Abaco o Dall'Abaco (Bologna) d'argento, a due bande di rosso; al capo d'argento, caricato di una stella (5) d'oro (citato in BLBO - immagine in Blasone Bolognese (archiviato dall'url originale il 24 aprile 2014).) (FR) D'argent, à deux bandes de gueules, au chef d'argent, ch. d'une étoile (5) d'or (citato in RIET) |
|        | Abadia di verde, al leone d'oro (FR) De sinople, au lion d'or (citato in RIET) |
|        | Abadia d'oro, alla torre di rosso (FR) D'or, à la tour de gueules (citato in RIET) |
|        | Abadinchi fasciato innestato d'oro e d'azzurro, alla banda di rosso attraversante sul tutto (FR) Fascé enté d'or et d'azur, à la bande de gueules brochant sur le tout (citato in RIET) |
|        | Abadinghi (Firenze) Fasciato ondato d'oro e d'azzurro, alla banda attraversante di rosso, caricata di tre stelle a otto punte d'oro ( immagine di ASFI, su archiviodistato.firenze.it (archiviato dall'url originale il 15 gennaio 2014).) (citato in ASFI) alias Fasciato ondato d'oro e d'azzurro, alla banda attraversante di rosso (citato in ASFI) |
|        | Abaisio o Abbasi (Ferrara) d'oro, al leone d'azzurro (FR) D'or, au lion d'azur (citato in RIET e in CROD) |
|        | Abaleo (Verona) spaccato d'argento e d'azzurro, caricato il secondo di due bande del primo; al leone d'oro traversante sul tutto e tenente nella branca destra una melograna al naturale, fogliata e fustata di verde (citato in CROD) |
|        | Abaleo (Verona) trinciato d'argento e d'azzurro, l'azzurro caricato di due bande del primo; al leone d'oro, attraversante sul tutto, tenente con la branca destra una mela granata al naturale, fustata e fogliata di verde (FR) tranché d'argent sur azur, l'azur chargé de deux bandes du premier; au lion d'or, brocante sur le tout, tenant de sa patte dextre une grenade au naturel, tigée et feuillée de sinople (citato in RIET) |
|        | Abano (Padova) d'azzurro, alla fascia d'argento, caricata di tre trifogli di verde (FR) D'azur, à la fasce d'argent, ch. de trois trèfles de sinople alias d'azzurro, alla banda d'argento, caricata di tre foglie di quercia di verde, poste nel senso della banda, col picciolo in alto (FR) D'azur, à la bande d'argent, ch. de trois feuilles de chêne de sinople, posées dans le sens de la bande, la tige en haut (citato in RIET) |
|        | Abastanotti (Gavardo) D'azzurro, a sei stelle a 8 raggi d'argento, poste 3, 2, 1 (citato in Piovanelli) |
|        | Abate o Abbate (Palermo, Messina, Catania) Titolo: nobili di Sicilia; barone di Ficarra; marchese di Lungarini spaccato di verde e d'argento (citato in SPRE – Vol. I pag. 305, in PRTS e in LEOM) diviso di verde e d'argento (citato in NBSC) (Cenno storico in Famiglie nobili di Sicilia (archiviato dall'url originale l'11 febbraio 2018).) |
|        | Abate o Abbate (Savigliano) d'azzurro, alla fascia di rosso, orlata d'argento e accompagnata da due stelle d'oro, 1 in capo e 1 in punta (FR) D'azur, à la fasce de gueules, bordée d'argent et acc. de deux étoiles d'or, 1 en chef et 1 en pointe (citato in RIET) D'azzurro, alla fascia di rosso orlata d'argento, accompagnata da due stelle d'oro (citato in SUBL, MANN) d'azzurro, alla fascia di rosso, orlata d'argento, accompagnata da due stelle d'oro, una in capo e l'altra in punta Cimiero: un pavone al naturale ruotante (citato in CROD) Motto: Opportunum obsequium |
|        | Abate (Catanzaro) D'azzurro al palo d'argento (citato in DAlena e in BLCL) |
|        | Abate (Napoletano) (la blasonatura non è stata ancora caricata) (di rosso a tre fasce d'argento ripiene d'azzurro) (citato in NBNA) |
|        | Abate (Napoletano) (la blasonatura non è stata ancora caricata) (fasciato d'argento e di verde di otto pezzi) (citato in NBNA) |
|        | Abate (Firenze) d'azzurro al palo d'argento (citato in CROD) |
|        | Abate (Firenze) d'argento a sei palle di rosso, collocate come quelle dei Medici (citato in CROD) |
|        | Abatelli (Palermo) D'oro, al grifone di nero coronato dello stesso (FR) D'or, au griffon de sable couronné du mesme (citato in RIET e in DAlena) |
|        | Abatelli (Palermo) d'oro, al grifo rampante di nero (citato in CROD) |
|        | Abatelli (Napoletano) (la blasonatura non è stata ancora caricata) (d'argento, al grifone d'azzurro linguato di rosso) (citato in NBNA) |
|        | Abatezza trinciato d'oro e di rosso (FR) Tranché d'or et de gueules (citato in RIET) |
|        | Abati (Firenze) d'azzurro, al palo d'argento ( immagine di ASFI, su archiviodistato.firenze.it (archiviato dall'url originale l'11 marzo 2016).) (FR) d'azur au pal d'argent (citato in GUCA – pag. 402, in MONT - pag. 146,in DAlena e in ASFI) (DE) In Blau 1 silberner Pfahl (citato in KHIF) alias D'azzurro, al palo partito d'argento e d'oro (citato in ASFI) |
|        | Abati (Firenze) D'argento, a sei palle di rosso, 3, 2, 1 ( immagine di ASFI, su archiviodistato.firenze.it (archiviato dall'url originale il 15 gennaio 2014).) (citato in ASFI) (DE) In Silber 6 rote Scheiben, 3:2:1 gestellt (citato in KHIF) |
|        | Abati d'oro, all'olivo sradicato di verde, fruttifero d'oro, sinistrato dal leone rampante al tronco al naturale (citato in Mango – pag. 106) |
|        | Abati (Pisa) Di rosso, alla fascia d'azzurro accompagnata da sei rose d'oro, 3.2.1, le tre verso il capo, le altre verso la punta (citato in ASFI) |
|        | Abati (Bologna) d'argento, a cinque bande doppiomerlate d'azzurro, al capo dello stesso, caricato di tre gigli d'oro, posti tra i quattro pendenti di un lambello di rosso (citato in BLBO - immagine in Blasone Bolognese (archiviato dall'url originale il 5 marzo 2016).) (FR) D'argent, à cinq bandes bretessées d'azur, au chef du même, ch. de trois fleurs-de-lis d'or, rangées entre les quatre pendants d'un lambel de gueule (citato in RIET) |
|        | Abati o Abbati (Mantova) Titolo: signori di (Dusino, San Michele d'Asti, San Paolo Solbrito), Villanova d'Asti d'oro, all'aquila di nero (FR) D'or, à l'aigle de sable (citato in RIET, e in SUBL) d'oro, all'aquila spiegata di nero (citato in CROD) |
|        | Abati (Napoletano) (la blasonatura non è stata ancora caricata) (d'argento al capo di verde) (citato in NBNA) |
|        | Abati d'azzurro, a quattro bisanti d'argento posti 2 e 2 (DE) In Blau 4 silberne Scheiben, 2:2 gestellt (citato in KHIF) |
|        | Abati (Toscana) d'azzurro, al palo partito d'argento e di rosso (DE) In Blau 1 silber-rot gespaltener Pfahl (citato in KHIF) |
|        | Abauma (Napoletano) d'oro, a tre bande spinate d'azzurro (citato in CROD) |

### Abb
| Stemma | Casato e blasonatura |
| ------ | --- |
|        | Abbaco d'argento, a due bande di rosso, accompagnate nel cantone sinistro del capo da una stella d'oro (FR) D'argent, à deux bandes de gueules, acc. au canton senestre du chef d'une étoile d'or (citato in RIET) |
|        | Abbaco (Bologna) d'argento a due bande di rosso, addestrate (?) nel capo da una stella d'oro (citato in CROD) |
|        | Abbadelli o Abbatelli (Sicilia) Titolo: barone di Pietra, Cefalà D'oro, al grifo rampante di nero (FR) D'or, au griffon de sable (citato in RIET) campo d'oro con un grifo nero rampante (citato in NBSC) (Cenno storico in Famiglie nobili di Sicilia (archiviato dall'url originale il 12 febbraio 2018).) |
|        | Abbadessa (Firenze) d'argento, a tre circoli l'uno nell'altro di nero (citato in GUCA – pag. 144 e in DAlena) (FR) D'argent, à trois annelets concentriques de sable. (citato in RIET) d'argento, a tre circoli tondi uno entro l'altro di nero (citato in CROD) |
|        | Abbadessa o Abbatessa (Sicilia) trinciato d'oro e di rosso (FR) Tranché d'or sur gueules (citato in Mango e in RIET) |
|        | Abbadessa o Abatessa (Sicilia) Tagliato d'oro e di rosso (citato in DAlena e in NBSC) alias spaccato d'oro e di rosso (citato in CROD) (Cenno storico in Famiglie nobili di Sicilia (archiviato dall'url originale il 12 febbraio 2018).) |
|        | Abbadinghi (Toscana) d'azzurro, a quattro fasce ondate d'oro, alla banda di rosso attraversante, caricata di tre stelle a otto raggi del secondo (DE) In Blau 4 goldene Wellenbalken überdeckt von 1 roten Schrägbalken, belegt mit 3 achtstrahligen goldenen Sternen nebeneinander (citato in KHIF) |
|        | Abbaino di rosso, al leone d'oro, armato e lampassato di nero; al capo d'azzurro, caricato di tre stelle del secondo (FR) De gueules, au lion d'or armé et lampassé de sable, au chef d'azur, chargé de trois étoiles du second (citato in RIET) |
|        | Abbaino o Abbain (Nizzardo) di rosso, al leone d'oro; al capo d'azzurro, caricato di tre stelle del secondo (FR) De gueules, au lion d'or, au chef d'azur, chargé de trois étoiles du second (citato in RIET) Di rosso, al leone d'oro, con il capo d'azzurro, cucito, carico di tre stelle d'oro, disposte in fascia (citato in SUBL, MANN) di rosso, al leone d'oro; col capo cucito d'azzurro, a tre stelle del secondo ordinate in fascia (citato in CROD) Motto: Vincit veritas |
|        | Abbamundo (Napoletano) (la blasonatura non è stata ancora caricata) (semitroncato partito: nel 1º d'argento; nel 2º d'azzurro, alla stella cometa (?) di sei raggi d'oro posta in sbarra; nel 3º di rosso a tre gigli d'azzurro) (citato in NBNA) |
|        | Abbate troncato d'argento e di verde (FR) Coupé d'argent sur sinople (citato in RIET) |
|        | Abbate o Abate (Saluzzo) Di rosso, al leone d'oro, addestrato in capo da una stella, dello stesso (citato in SUBL, MANN) |
|        | Abbate o Abbati (Messina) Titolo: barone d'Ucria, marchese di Longarini Diviso di verde e d'argento (citato in DAlena e in NBSC) diviso di verde e d'argento. Corona di marchese (citato in Mango troncato di verde e d'argento (FR) Coupé de sinople sur argent (citato in RIET) spaccato di verde e d'argento (citato in CROD) (Cenno storico in Famiglie nobili di Sicilia (archiviato dall'url originale il 12 febbraio 2018).) |
|        | Abbate (Napoletano) D'azzurro, alla branca di leone d'oro, armata di rosso, uscente dal cantone sinistro della punta, accompagnata da tre stelle di sei raggi d'oro, due in capo e una in punta (citato in NBNA) |
|        | Abbate (Napoletano) D'argento, alla riviera scalinata posta in banda, accompagnata da due crocette potenziate di rosso, poste una in capo e una in punta (citato in NBNA) |
|        | Abbate (Napoletano) D'azzurro, alla chiesetta d'argento, vista di tre quarti, posata su una terrazza di verde, aperta e finestrata d'oro, tegolata di rosso, con un campanile pure d'argento, finestrato d'oro e tegolato di rosso, posto alla sinistra, entrambe le costruzioni cimate da una croce latina d'oro e sormontate da un crescente d'argento posto nel cantone destro del capo (citato in NBNA) |
|        | Abbate de Castello (Napoletano) partito, nel 1° d'azzurro a tre gigli di Francia (Orleans) al capo d'argento caricato da un labello rosso a tre pendenti; nel 2° d'azzurro al palo d'argento col capo d'argento caricato da un lambello rosso a tre pendenti Motto: Fugat et fovet (citato in NBNA) Notizie storiche in Nobili napoletani (archiviato dall'url originale il 27 giugno 2013). |
|        | Abbatellis o Patella (Sicilia) d'oro, al grifo rampante di nero, coronato dello stesso (citato in Mango) |
|        | Abbati (Modena) tagliato: nel 1º d'azzurro al pioppo sradicato al naturale, sinistrato da un leone passante d'oro incatenato al pioppo; nel 2º d'oro a 3 torte di rosso 2, 1 (citato in GUCA – pag. 427, in DAlena e in CROD) (FR) Taillé: au 1, d'azur, à un peuplier arraché au naturel, senestré d'un lion léopardé d'or, enchaîné au fût; au 2, d'or, à trois tourteaux de gueules, 2 et 1. (citato in RIET) |
|        | Abbati o Abbate (Tuscania, Conca, Orsara, Barletta) Titolo: nobili di Barletta troncato: nel 1º d'argento a tre stelle d'azzurro; nel 2º scaccato di rosso e d'argento (citato in SPRE – Vol. I pag. 306 e in PRTS) 3 stelle (6 raggi) di azzurro su argento poste 2,1 - scaccato di rosso e di argento (citato in LEOM) |
|        | Abbati (Napoletano) (la blasonatura non è stata ancora caricata) (troncato: nel 1º d'argento a tre stelle a sei raggi d'azzurro male ordinate; nel 2º scaccato di rosso e d'argento) (citato in NBNA) |
|        | Abbati (Pisa) D'azzurro, alla colonna d'argento ( immagine di ASFI, su archiviodistato.firenze.it (archiviato dall'url originale il 15 gennaio 2014).) (citato in ASFI) |
|        | Abbati (Firenze, Roma) D'azzurro, al palo d'argento (FR) D'azur, au pal d'argent Cimiero: un bonnet de gueules retroussé d'hermine (un cappello di rosso, foderato d'armellino) (citato in RIET) (immagine in Rust, Abbati.) (citato in UNFE, immagine in Biblioteca Estense Universitaria (id. 3632), su bibliotecaestense.beniculturali.it, aprile 2018. URL consultato il 9 dicembre 2020 (archiviato dall'url originale il 28 gennaio 2020).) |
|        | Abbati (Roma) Diviso di verde e di argento (citato in Campidoglio, vol. I, pag. 33) |
|        | Abbati d'azzurro, alla chiesa d'argento, posata su una montagna di tre cime dello stesso, accantonata in capo, a destra, da una cometa pure d'argento (FR) D'azur, à l'église d'argent, posée sur une montagne de trois coupeaux du même, cantonnée en chef, à dextre d'une comète aussi d'argent (citato in RIET) alias d'azzurro, alla chiesa d'argento, posata su una montagna di tre cime dello stesso, accantonata in capo, a destra, da una cometa pure d'argento, ondeggiante in banda (FR) D'azur, à l'église d'argent, posée sur une montagne de trois coupeaux du même, cantonnée en chef, à dextre d'une comète aussi d'argent, ondoyant en bande (citato in RIET) |
|        | Abbati di verde, alla fascia di rosso, accompagnata in capo da due mitrie d'oro e in punta da due scale d'argento (FR) De sinople, à la fasce de gueules, acc. en chef de deux mitres d'or et en pointe de deux échelles d'argent (citato in RIET) |
|        | Abbati (Toscana) D'azzurro, al palo d'oro (DE) In Blau 1 goldener Pfahl (citato in KHIF) |
|        | Abbati (Carpi) di verde, alla fascia cucita di rosso cimata da due mitre con infule d'oro, chinate a sinistra, accompagnata in punta da due scaglionetti d'argento (citato in CROD) |
|        | Abbati (Cesena) (la blasonatura non è stata ancora caricata) (citato in BLCW) Immagine in Blasone Cesenate. |
|        | Abbati (Modena, Ferrara) (la blasonatura non è stata ancora caricata) (citato in UNFE) |
|        | Abbati (Modena, Ferrara) (la blasonatura non è stata ancora caricata) (citato in UNFE) Immagine nella Biblioteca Estense Universitaria (id. 579) (JPG). |
|        | Abbati (Pesaro) (la blasonatura non è stata ancora caricata) (citato in UNFE) Immagine nella Biblioteca Estense Universitaria (id. 3643), su bibliotecaestense.beniculturali.it. URL consultato il 9 dicembre 2020 (archiviato dall'url originale il 28 gennaio 2020). |
|        | Abbati (Napoli) (la blasonatura non è stata ancora caricata) (citato in UNFE) Immagine nella Biblioteca Estense Universitaria (id. 3642) |
|        | Abbati (Modena) (la blasonatura non è stata ancora caricata) (citato in UNFE) Immagine nella Biblioteca Estense Universitaria (id. 1417) |
|        | Abbati (Modena) (la blasonatura non è stata ancora caricata) (citato in UNFE) [immagine nella Biblioteca Estense Universitaria (id. 1415) |
|        | Abbati Marescotti (Modena) Titoli: Conte; Patrizio di Modena partito: nel 1º troncato; a) d'azzurro al leone d'oro incatenato ad un albero nodrito in destra sulla pianura, il tutto al naturale; b) di oro a tre tortelli di rosso; nel 2º fasciato d'argento e di rosso di sei pezzi alla pantera di oro, rampante ed attraversante sul tutto col capo d'oro, caricato di un'aquila di nero (Marescotti) (citato in SPRE – Vol. I pag. 306) (FR) Parti: au 1, coupé, au 1, d'azur, au lion d'or passant sur une terrasse de sinople, et enchaîné au tronc d'un peuplier au naturel posé à dextre; au 2, d'or, à trois tours de gueules (Abbati); au 2, fascé d'argent et de gueules, à la panthère rampante d'or, brochant sur le tout, au chef d'or chargé d'une aigle de sable. (citato in RIET) leone passante di oro incatenato a un albero nodrito sulla pianura al naturale su azzurro - 3 palle di rosso poste 2,1 su oro - pantera rampante di oro su fasciato di argento e di rosso - aquila di nero su oro in capo (citato in LEOM e in UNFE) |
|        | Abbatucci inquartato: nel 1º e 4º d'azzurro, all'albero terrazzato di verde, posto a destra, sinistrato da un leone d'oro rampante al fusto; nel 2º e 3º d'oro, alla torre di nero, cimata da un'aquila dello stesso (FR) Écartelé: aux 1 et 4, d'azur, à un arbre terrassé de sinople, posé à dextre, senestré d'un lion d'or, rampant contre le fût; aux 2 et 3, d'or, à une tour de sable, sommée d'une aigle du même (citato in RIET) |
|        | Abbenevoli (Reggio Calabria) d'argento, a tre pali di rosso, al lambello di tre pendenti d'oro, attraversante nel campo (FR) D'argent, à trois pals de gueules, au lambel de trois pendants d'or, brochant sur le tout (citato in RIET e in CROD) |
|        | Abbenevoli (Aversa) d'oro, alla banda d'azzurro, caricata di tre gigli del primo (FR) D'or, à la bande d'azur, ch. de trois fleurs-de-lis du champ (citato in RIET e in CROD) |
|        | Abbezati di rosso, a tre conchiglie d'argento poste in palo (FR) De gueules, à trois coquilles d'argent, posées en pal (citato in RIET) |
|        | Abbiate (da Caresana Vercellese in Vercelli, Milano) D'azzurro, alla croce d'argento Motto: In timore domini (citato in SUBL, MANN) |
|        | Abbiate inquartato: nel 1° e 4° sbarrato di verde e d'oro, di sei pezzi; nel 2° e 3° d'argento, all'aquila di nero. Due elmi coronati (FR) Écartelé: aux 1 et 4, barré de sinople et d'or, de six pièces; aux 2 et 3, d'argent, à l'aigle de sable. Deux casques couronnés (citato in RIET) |
|        | Abbiati (Milano) bandato di argento e di azzurro - l'argento caricato da 6 stelle (8 raggi) di rosso poste in banda 1,3,2 (citato in LEOM) |
|        | Abbiati-Forieri bandato d'argento e d'azzurro, di sei pezzi, i tre d'argento caricati il 1° di una, il 2° di tre, il 3° di due stelle di otto raggi di rosso (FR) Bandé d'argent et d'azur, de six pièces, les bandes d'argent ch. de six étoiles (8) de gueules, 1, 3 et 2 (citato in RIET e in CROD) |
|        | Abbiosi (Padova, Ravenna) spaccato, al 1° d'azzurro, a tre gigli d'oro; al 2° fasciato d'oro, di rosso e d'argento (FR) Coupé: au 1, d'azur, à trois fleurs-de-lis d'or; au 2, fascé d'or, de gueules et d'argent (citato in RIET e in CROD) |
|        | Abbiosi o Abiosi (Messina) d'argento, alla fascia di rosso (citato in Mango e in CROD) (FR) D'argent, à la fasce de gueules (citato in RIET) |
|        | Abbiosi d'oro, alla superficie di quattro lati posta i banda, bandata d'argento, di rosso, d'azzurro, d'oro, di rosso, d'azzurro, d'oro, di rosso e d'azzurro; al capo dello scudo d'azzurro, caricato di tre gigli d'oro posti fra i quattro pendenti di un lambello di rosso (FR) D'or, à une surface de quatre côtés posée en bande, bandée d'argent, de gueules, d'azur, d'or, de gueules, d'azur, d'or, de gueules et d'azur, au chef de l'écu d'azur, chargé de trois fleurs-de-lis d'or rangées entre quatre pendants d'un lambel de gueules (citato in RIET) |
|        | Abbiosi (Napoletano) (la blasonatura non è stata ancora caricata) (d'azzurro, al destrocherio uscente dal lato sinistro, tenente un salvadanaio e sormontato da tre stelle di sei raggi male ordinate, il tutto d'oro) (citato in NBNA) |
|        | Abbocconi d'azzurro, alla colonna d'argento, cimata da un leone aggruppato d'oro, con la coda passata sotto la coscia sinistra, tenente con le branche un bisante d'argento (citato in MONT – pag. 98) |
|        | Abboconi d'azzurro, alla colonna d'argento, posata su una terrazza di verde, cimata da un leone d'oro posato sul capitello, e con la zampa destra appoggiata su una palla d'azzurro (FR) D'azur, à une colonne d'argent, posée sur une terrasse de sinople, la colonne surmontée d'un lion d'or posé sur le chapiteau, et ayant la patte dextre posée sur une boule d'azur. (citato in RIET) |
|        | Abbondio un castello, accompagnato in capo da un'aquila e in punta da un cervo slanciato (FR) Un château, acc. en chef d'une aigle et en pointe d'un cerf élancé (citato in RIET) |
|        | Abbracciabene (Sicilia) Titolo: barone di Scanzatinni D'oro al leone di rosso rampante e abbracciante una colonna al naturale (citato in DAlena) d'oro, al leone rosso, rampante contro una colonna al naturale (citato in Mango (FR) D'or, au lion de gueules, rampant contre une colonne d'argent, posée à dextre (citato in RIET) campo d'oro con un leone rosso che abbranca una colonna al naturale. Corona di barone (citato in NBSC) (Cenno storico in Famiglie nobili di Sicilia (archiviato dall'url originale il 12 febbraio 2018).) |
|        | Abbracciabene (Sicilia) Titolo: barone di Scunzatinni leone rampante di rosso abbracciante una colonna di nero tutto su oro (citato in LEOM) d'oro, alla colonna di nero, abbracciata da un leone di rosso (citato in CROD) |
|        | Abbrandici (Sicilia) D'azzurro alla banda doppio merlata, affiancata da 4 stelle (6), poste 1 in capo e 3 in punta, il tutto d'oro (citato in DAlena) d'azzurro, alla banda merlata d'oro, accostata da quattro stelle di sei raggi dello stesso, poste una in capo e tre in punta (citato in CROD) campo azzurro con una banda doppia merlata d'oro, affiancata da quattro stelle con sei raggi dell'istesso metallo, situate una in capo e tre in punta (citato in NBSC) (Cenno storico in Famiglie nobili di Sicilia (archiviato dall'url originale il 12 febbraio 2018).) |
|        | Abbruciati (Firenze) D'argento, al monte di sei cime d'azzurro, fiammeggiante di rosso sulla cima centrale e sulle due laterali in basso ( immagine di ASFI, su archiviodistato.firenze.it (archiviato dall'url originale il 15 gennaio 2014).) (citato in ASFI) |
|        | Abbruciati (Toscana) D'argento, al monte di sei cime, le cinque inferiori d'azzurro e quella culminante d'oro, fiammeggiante di rosso sulla cima centrale e sulle due laterali in basso (DE) In Silber 1 schwebender blauer Sechsberg, der oberste Berg golden, besetzt mit 3 roten Feuern (citato in KHIF) |
|        | Abbruciati (Toscana) d'argento al monte di sei cime d'azzurro caricante un fuoco fiammeggiante di rosso (DE) In Silber 1 schwebender feuerspeiender blauer Sechsberg (citato in KHIF) |

### Abe
| Stemma | Casato e blasonatura |
| ------ | --- |
|        | Abela o Abella (Siracusa) Titolo: baroni di Camolio d'azzurro, allo scaglione d'oro, accompagnato da tre stelle di sei raggi dello stesso (citato in SPRE – Vol. I pag. 307 e in PRTS) d'azzurro, al capriolo d'oro, accompagnato da tre stelle di sei raggi dello stesso. Corona di barone (citato in Mango e in NBSC) scaglione di oro su azzurro - 3 stelle (6 raggi) di oro poste 2,1 su azzurro (citato in LEOM) alias D'azzurro al capriolo accompagnato in capo da 3 stelle (6) poste in fascia, il tutto d'oro (citato in DAlena) (FR) D'azur, au chevron d'or, acc. de trois étoiles du même, rangées en chef. (citato in RIET) d'azzurro, al capriolo d'oro, accompagnato da tre stelle di sei raggi dello stesso, poste in fascia (citato in CROD) campo azzurro con un capriolo d'oro accompagnato in capo da tre stelle pur d'oro con sei raggi situate in fascia (citato in NBSC) alias d'azzurro, a due focine (?) di ferro al naturale (citato in CROD) due fucine di fuoco in campo azzurro (citato in NBSC) (Cenno storico in Famiglie nobili di Sicilia (archiviato dall'url originale il 12 febbraio 2018).) Ulteriore ragguaglio storico in Famiglie nobili di Sicilia (archiviato dall'url originale l'11 febbraio 2018). |
|        | Abella (Sardegna) (la blasonatura deve ancora essere caricata) (citato in NBSD) |
|        | Abello (Napoletano) (la blasonatura non è stata ancora caricata) (troncato: nel 1º d'azzurro, al monte di tre cime di verde sostenuto dalla partizione e accompagnato in capo da due stelle di otto raggi poste in fascia e sormontate da una stella cometa di otto raggi, il tutto d'oro; nel 2º d'argento, a cinque filetti ondati in fascia , tre d'azzurro alternati a due d'oro) (citato in NBNA) |
|        | Abenante(Cosenza) d'azzurro, al leone al naturale (citato in CROD) alias d'oro, cantonato ad quattro aquilotti spiegati di nero (citato in CROD) alias Inquartato: il 1° e 4° d'oro all'aquila bicipite di nero; 2° e 3° di nero al leone d'argento (citato in DAlena, in CROD e in BLCL) |
|        | Abenante o Abenanti (Napoletano) inquartato: nel 1° e nel 4° di oro all'aquila imperiale spiegata di nero; nel 2° e nel 3° di nero al leone d'argento (citato in NBNA e in STVS) |
|        | Abenavolo (Napoletano) (la blasonatura non è stata ancora caricata) (fasciato di quattro pezzi di rosso e d'argento; al capo d'oro caricato di un lambello di tre pendenti d'azzurro) (citato in NBNA) |
|        | Abertini (Roma) d'oro, a due bande d'azzurro, accompagnate da due crocette di rosso (citato in CROD) |

### Abi
| Stemma | Casato e blasonatura |
| ------ | --- |
|        | Abiati (Milano) d'argento, all'aquila spiegata di nero (citato in CROD) |
|        | Abici (Padova) d'azzurro alle lettere latine A, B, C di rosso (citato in CROD) |
|        | Abignente (Sarno, Roma) Titolo: nobili di rosso, al leone d'argento coronato d'oro. Lo scudo accollato a una spada sguainata, di ferro, bassa in sbarra e con una catena d'oro di 13 maglie senza medaglia, appesa ai due angoli del capo dello scudo Cimiero: un drago di verde nascente (citato in SPRE – Vol. I pag. 307 e Vol. IX pag. 173, in PRTS e in NBNA) leone rampante di argento coronato di oro su rosso (citato in LEOM) alias di rosso, al leone d'argento (citato in CROD) (FR) De gueules, au lion d'argent. L'écu accolé d'une épée de fer passée en barre, et attachée par une chaîne de treize anneaux aux angles du chef de l'écu. (citato in RIET |
|        | Abiosi (Montella, Avellino) Titolo: Barone d'azzurro al leone d'oro, rivolto, linguato di rosso (citato in SPRE – Vol. IX pag. 175 e in NBNA) leone rampante rivolto di oro su azzurro (citato in LEOM) |
|        | Abito o Avito (Messina) di rosso, a due bande d'argento (citato in Mango e in CROD) |

### Abo
| Stemma | Casato e blasonatura |
| ------ | --- |
|        | Abondio (Castiglione) d'argento, a sei rose di rosso, poste 2, 2 e 2 (citato in CROD) |
|        | Abosi (Toscana) d'azzurro, allo scaglione d'argento, accompagnato da tre rose di rosso 2 e 1; alla fascia di rosso attraversante (DE) In Blau 1 silberner Sparren, allseits begleitet von je 1 roten Rose und überdeckt von 1 roten Balken (citato in KHIF) |

### Abr
| Stemma | Casato e blasonatura |
| ------ | --- |
|        | Abrami (Trieste, Venezia) grembiato d'azzurro e d'oro (citato in CROD) (citato in STBV) (immagine dello Stemmario reale di Baviera.) |
|        | Abrami (Veneto) grembiato d'argento e di verde (citato in STBV) (immagine dello Stemmario reale di Baviera.) |
|        | Abrami (Veneto) grembiato d'oro e di nero (citato in STBV) (immagine dello Stemmario reale di Baviera.) |
|        | Abramo (Candia, Trieste, Venezia) grembiato d'azzurro e d'oro (FR) gironné d'azur et d'or (citato in RIET) (citato in UNFE) Immagine nella Biblioteca Estense Universitaria (id. 7181 e id. 5649). |
|        | Abramo (Sicilia) Titolo: barone di Carcaci D'argento a 3 bande di rosso (FR) D'argent, à trois bandes de gueules (citato in Mango, in DAlena e in CROD) campo di argento con tre bande rosse (citato in NBSC) (Cenno storico in Famiglie nobili di Sicilia (archiviato dall'url originale il 12 febbraio 2018).) |
|        | Abrandici (Sicilia) d'azzurro, ad una banda merlata d'oro accostata da quattro stelle, una in capo a sinistra e le altre tre in punta dello stesso (citato in CROD) (FR) d'azur à une bande brét., acc. de quatre étoiles, 1 en chef à sen. et les 3 autres en p., cotoyant la bande, le tout d'or (citato in RIET) |
|        | Abrembio (Napoletano) (la blasonatura non è stata ancora caricata) (di rosso, alla banda d'azzurro caricata di tre stelle (8) d'oro) (citato in NBNA) |
|        | Abriani (Verona) spaccato: al 1º d'azzurro, alla stella d'oro; al 2º d'azzurro, al crescente d'oro (citato in CROD) (FR) Coupé: au 1, d'azur, à l'étoile d'or; au 2, d'azur, au croissant d'or (citato in RIET) |
|        | Abriani d'oro, al monte di tre cime di rosso, movente dalla punta, accompagnato in capo da tre stelle ordinate dello stesso (FR) D'or, à un mont de trois coupeaux de gueules, mouv. de la pointe, acc. en chef de trois étoiles rangées du même (citato in RIET) |
|        | Abriani (Venezia) d'oro, a tre monti uniti di rosso moventi dalla punta, e tre rose dello stesso ordinate in capo (citato in CROD) |
|        | Abriani (Genova) Titoli: Nobile, Conte Palatino inquartato: nel 1º e 4º partito d'argento e di nero, al decusse la parte inferiore unita da una fascia in ristretto, il tutto dell'uno all'altro; nel 2º e 3º d'azzurro, al leone d'argento, coronato e colla giubba d'oro (citato in SPRE – Vol. I pag. 307) croce di Sant'Andrea inferiormente unita da una fascia partita di nero e di argento su partito di argento e di nero - leone rampante di argento coronato e con la criniera di oro su azzurro (citato in LEOM) Cimiero: il leopardo d'argento |
|        | Abriani (Genova) Titoli: Nobile, Conte Palatino inquartato: nel 1º e 4º partito d'argento e di nero, al decusse dell'uno all'altro; nel 2º e 3º d'azzurro, al leone d'argento, coronato e colla giubba d'oro (citato in SPRE – Vol. IX pag. 175) leone rampante di argento coronato di oro con criniera dello stesso su azzurro - croce di Sant'Andrea partita di nero e argento su partito di argento e nero (citato in LEOM) |
|        | Abriani (Padova) inquartato: nel 1º e 4º d'azzurro, al leone d'oro, coronato dello stesso; nel 2º e 3º partito d'argento e di nero, allo scaglione scorciato dell'uno all'altro, riunito in basso da una traversa pure dell'uno all'altro (FR) Écartelé: aux 1 et 4, d'azur, au lion d'or, couronné du même; aux 2 et 3, parti d'argent, et de sable, au sautoir alésé de l'un en l'autre, réuni en bas par une traverse aussi de l'un en l'autre. (citato in RIET)                                                                                        |
|        | Abriani o Abriano (Padova) inquartato; nel 1° e 4° d'azzurro, al leone d'oro coronato dello stesso; nel 2° e 3° partito d'argento e di nero, alla croce di S. Andrea scorciata dell'uno nell'altro, riunita al basso da una traversa dell'uno all'altro (citato in CROD) alias di rosso, alla corona d'oro (FR) De gueules, à la couronne d'or (citato in RIET e in CROD) |
|        | Abrignano (Sicilia) Titolo: barone di Regalmuto, Saline di Trapani, Scammaria di rosso, al castello di tre torri d'oro, aperto e finestrato del campo (citato in Mango Di rosso al castello d'oro torricellato di tre pezzi (citato in DAlena) campo rosso con un castello d'oro sormontato da tre torri dell'istesso metallo (citato in NBSC) (Cenno storico in Famiglie nobili di Sicilia (archiviato dall'url originale il 12 febbraio 2018).) |
|        | Abrignano (Trapani) di rosso, alla torre d'oro, sormontata da tre torrette dello stesso aperte e finestrate del campo (citato in CROD) (FR) De gueules, à la tour d'or sommée de trois tourelles du même, ouverte et ajourée du champ (citato in RIET) |
|        | Abrioni o Albrioni (Brà) Titolo: conte di Rorà di rosso, a due bande d'argento, caricate ciascuna da due rose del campo, bottonate d'oro (citato in CROD) (FR) De gueules, à deux bandes d'argent, ch. chacune de deux roses du champ, boutonnées d'or (citato in RIET) |
|        | Abrugnale (Messina) Titolo: baroni del Ponte di Agrigento Di rosso alla brogna d'argento (citato in DAlena) di rosso, alla trombetta marina (brogna) d'argento (citato in Mango di rosso, alla brogna ossia trombetta marina d'argento (citato in CROD campo rosso con una brogna d'argento (citato in NBSC) (FR) De gueules, à une conque marine d'argent (citato in RIET) (Cenno storico in Famiglie nobili di Sicilia (archiviato dall'url originale il 12 febbraio 2018).)                                                                             |

### Abs
| Stemma | Casato e blasonatura |
| ------ | --- |
|        | Absalonni (Cesena) (la blasonatura non è stata ancora caricata) (citato in BLCW) Immagine in 00348 Blasone Cesenate. |
|        | Absburgo Imperatore del S. R. I., Re di Napoli e di Sicilia (la blasonatura non è stata ancora caricata) (arma dell'imperatore Carlo V) (citato in RTGL) |
|        | Absburgo-Lorena Dinastia austriaca - Imperatore del S. R. I., Re di Napoli e di Sicilia interzato in palo: nel 1º d'oro al leone di rosso rampante e coronatol; nel 2º di rosso alla fascia di bianco; nel 3º d'oro alla banda di rosso caricata di tre aquile del primo (citato in RTGL) |

### Aby
| Stemma | Casato e blasonatura |
| ------ | --- |
|        | Abyberg (Svizzera) Titolo: Baroni Inquartato, 1° e 4° d'azzurro, al capo e collo di un liocorno, d'argento, reciso, al 2° e 3° di rosso, al pioppo nutrito sopra una mezzaluna montante, il tutto d'oro (citato in SUBL,MANN) |

### Aca
| Stemma | Casato e blasonatura |
| ------ | --- |
|        | Acanfora (Napoletano) fasciato d'oro e di rosso di otto pezzi (citato in STVS) |
|        | Acardolo (Veneto) (la blasonatura non è stata ancora caricata) (d'azzurro, alla fascia d'oro, sostenente tre alberi di verde e accompagnata da un altro albero dello stesso uscente dalla punta) (citato in STBV) (immagine dello Stemmario reale di Baviera.) |
|        | Acarisi (Modena, Ferrara) (la blasonatura non è stata ancora caricata) (citato in UNFE) Immagine nella Biblioteca Estense Universitaria (id. 599). |

### Acc
| Stemma                  | Casato e blasonatura |
| ----------------------- | --- |
|                         | Accardi (Napoletano) d'azzurro, alla banda d'oro sormontata da un uccello d'argento (citato in STVS) |
|                         | Accardo (Messina) d'oro, al monte di tre cime di rosso, movente dalla punta, sormontato nel capo da una stella dello stesso (citato in Mango e in CROD) |
|                         | Accarigi o Armalei (Siena) Di rosso, seminato di gigli d'oro, alla banda attraversante dello stesso ( immagine di ASFI, su archiviodistato.firenze.it (archiviato dall'url originale il 15 gennaio 2014).) (citato in ASFI e in CROD) (FR) De gueules, semé de fleurs-de-lis d'or, à la bande du même, brochant sur le tout (citato in RIET) |
|                         | Accarisi (Bologna, Firenze, Modena) inquartato d'argento e d'azzurro, al capo d'oro, carico dell'aquila spiegata di nero, coronata del campo (citato in CROD) (FR) Écartelé d'argent et d'azur, au chef d'or, brochant sur l'écartelé et ch. d'une aigle de sable, couronnée d'or (citato in RIET) inquartato di argento e di azzurro - capo d'Impero (citato in LEOM) (citato in UNFE) Immagine nella Biblioteca Estense Universitaria (id. 3662). alias inquartato diaprato d'oro e di rosso, col capo d'Angiò (citato in CROD) (citato in BLBO - immagine in Blasone Bolognese (archiviato dall'url originale il 4 marzo 2016).) (FR) Écartelé d'or et de gueules, au chef d'azur, brochant sur l'écartelé et ch. de trois fleurs-de-lis d'or, rangées entre les quatre pendants d'un lambel de gueules (citato in RIET) (citato in UNFE) Immagine nella Biblioteca Estense Universitaria (id. 3641). |
|                         | Accascina (Pisa, Palermo, Messina) Di rosso all'aquila spiegata d'oro (citato in DAlena e in CROD) di rosso, all'aquila d'oro (citato in Mango (FR) De gueules, à l'aigle d'or (citato in RIET) campo rosso con un'aquila d'oro (citato in NBSC) (Cenno storico in Famiglie nobili di Sicilia (archiviato dall'url originale il 12 febbraio 2018).) |
|                         | Accattapani (Cassano) Di rosso, alla torre d'argento, gugliata, murata di nero, aperta del campo, accompagnata da tre bisanti d'argento, due in capo e uno in punta alias Di rosso, alla torre di due palchi, d'argento, merlata alla guelfa, gugliata, murata di nero, aperta e finestrata del campo, accompagnata da tre bisanti d'argento, due in capo e uno in punta (citato in SUBL) |
|                         | Acceglio o Accegli (Oriundi d'Acceglio, poi in Cuneo) Titolo: nobili Partito di rosso e d'argento, a dieci ciglia umane, cinque per punto ordinate in palo, dell'uno nell'altro (citato in SUBL e in MANN) partito di rosso e d'argento, a dieci ciglia umane ordinate 5 e 5 in palo, su ciascun punto, dell'uno nell'altro (citato in CROD e in Franchi-Verney, p. 1) partito di rosso e di argento, a dieci ciglia umane, ordinate cinque per punto, uno sull'altro e dell'uno nell'altro (citato in ARCN) (FR) Parti de gueules et d'argent, à dix yeux humains rangés en deux pals, 5 et 5, de l'un en l'autre (citato in RIET) Cimiero: il re David, in atto di pregare Motto: Oculi mei semper ad dominum |
|                         | Accerrito (Toscana) d'azzurro, alla testa di leone strappata d'oro, lampassata di rosso (DE) In Blau 1 rotgezungter abgerissener goldener Löwenkopf (citato in KHIF) |
|                         | Accettanti (Lucca) d'azzurro, a tre accette d'argento (citato in CROD) (FR) D'azur, à trois haches d'argent (citato in RIET) |
|                         | Acchiardi o Achiardi (Barge) Titolo: Signori di Barge, Cantogno, Paesana, Oncino e Crissolo, Ostana Trinciato di rosso e d'oro alias Trinciato di rosso e d'oro, il primo punto carico di un'accetta d'oro, posta in banda (citato in SUBL, MANN) trinciato di rosso e d'oro, il primo caricato da un'accetta del secondo in banda (citato in CROD) |
|                         | Acchiardi o Achiardi (Nizza) Titolo: Signori dell'Alpe di Peona, Pietraporzio, Consignori di Pietrafuoco, Roccasterone Di rosso, allo scaglione d'argento, sormontato da un giglio e accompagnato da tre fiori di ranuncolo, il tutto d'oro (citato in SUBL,MANN) di rosso, al capriolo d'argento sormontato da un fiordaliso, ed accompagnato da tre fiori di ranuncolo, due ai fianchi, uno in punta, il tutto d'oro (citato in CROD) alias Inquartato, al 1° e 4° d'azzurro, allo scaglione d'oro, al 2° e 3° di rosso, all'alabarda d'argento, posta in banda (citato in SUBL, MANN) Cimiero: un Nettuno al naturale col tridente nascente da una nuvola Motto: Virture et fortuna |
|                         | Acchiardi o Achiardi (Nizza) Titolo: Conti di Saint Léger D'oro, all'accetta d'azzurro, con il manico guernito del campo, posta in banda, accompagnata da tre trifogli di verde, ciascuno posto in banda, e ordinati, uno in capo a sinistra, due in punta a destra (citato in SUBL, MANN) d'oro, all'accetta d'azzurro manicata del campo, posta in banda ed accompagnata da tre trifogli di verde, cadauno in sbarra, uno in capo a sinistra dello scudo, due in punta a destra (citato in CROD) |
|                         | Acchiardi (Santo Stefano di Nizza) D'oro, a due mazze d'armi, di nero, decussate, accantonate di quattro crocette di rosso, trifogliate (citato in SUBL, MANN) d'oro, a due alabarde di nero decussate, accantonata da quattro croci trifogliate di rosso (citato in CROD) Cimiero: un selvaggio coronato di foglie di verde, nascente, impugnante con ambe le mani una clava dello stesso Motto: Quod scis esse volis |
|                         | Acchiardi (Savigliano) D'oro, a due mazze d'armi, di nero, decussate, accantonate di quattro crocette di rosso, trifogliate (citato in SUBL, MANN) Motto: Quod scis esse volis |
|                         | Acchillini o Acchilini (Bologna) spaccato, nel 1° scaccato di rosso e d'argento di tre file; nel 2° d'oro (citato in CROD) (citato in BLBO - immagine in Blasone Bolognese (archiviato dall'url originale il 4 marzo 2016).) |
|                         | Acciaioli o Acciaiuoli (Firenze) d'argento, al leone d'azzurro (citato in MONT – pag. 45) (DE) In Silber 1 blauer Löwe (citato in KHIF) (Immagine nella Raccolta stemmi Trippini (JPG).) |
|                         | Acciaioli (Firenze) D'argento, al leone d'azzurro, lampassato e armato di rosso ( immagine di ASFI, su archiviodistato.firenze.it (archiviato dall'url originale il 15 gennaio 2014).) (citato in ASFI) (FR) D'argent, au lion d'azur, armé et lampassé de gueules (citato in RIET) alias D'argento, al leone d'azzurro, lampassato e armato di rosso tenente una bandiera d'azzurro, caricata di tre gigli d'oro (o seminata di gigli d'oro) (citato in ASFI) alias D'argento, a quattro leoncelli d'azzurro, armati e lampassati di rosso, il secondo e il terzo tenenti ciascuno un giglio d'oro (citato in ASFI) alias D'argento, al leone d'azzurro, lampassato e armato di rosso, coronato d'oro, caricato di un giglio d'oro (citato in ASFI) alias D'argento, al leone d'azzurro, lampassato e armato di rosso tenente una croce astile di rosso (citato in ASFI) alias D'argento, al leone d'azzurro, lampassato e armato di rosso, caricato di un giglio d'oro (FR) D'argent, au lion d'azur, armé et lampassé de gueules, ch. d'une fleur-de-lis d'or (citato in RIET) alias D'argento, al leone d'azzurro, lampassato e armato di rosso, caricato di uno scudetto d'oro all'aquila spiegata di nero (FR) D'argent, au lion d'azur, armé et lampassé de gueules, ch. d'un écusson d'or à l'aigle éployée de sable (citato in RIET) |
|                         | Acciajoli (Firenze) di rosso, al leone d'azzurro, caricato nel corpo di una N d'oro, tenente una bandierola d'azzurro, caricata di tre gigli d'oro fluttuante sopra la testa del leone a sinistra (citato in CROD) (FR) De gueules, au lion d'azur, le corps ch. d'un N d'or, tenant un guidon d'azur, ch. de trois fleurs-de-lis rangées d'or, flottant au-dessus de la tête du lion, vers senestre (citato in RIET) alias d'argento al leone d'azzurro armato e lampassato di rosso (citato in CROD) (FR) D'argent, au lion d'azur, armé et lampassé de gueules (citato in RIET) |
|                         | Acciaioli (Firenze) (la blasonatura non è stata ancora caricata) (citato in UNFE) Immagine nella Biblioteca Estense Universitaria (id. 7466). |
|                         | Acciajoli (Sicilia) D'argento al leone di nero (citato in Mango e in DAlena) campo d'argento con un leone nero (citato in NBSC) alias D'argento, al leone d'azzurro armato e lampassato di rosso, coronato d'oro (citato in Mango) (Cenno storico in Famiglie nobili di Sicilia (archiviato dall'url originale il 12 febbraio 2018).) |
|                         | Acciajoli (Roma, Toscana) inquartato; nel 1° e 4° d'argento, al leone di rosso; nel 2° e 3° d'argento, al leone d'azzurro tenente fra le sue branche un giglio d'oro (citato in CROD) (FR) Écartelé: aux 1 et 4, d'argent, au lion de gueules; aux 2 et 3, d'argent, au lion d'azur, tenant entre ses pattes une fleur-de-lis d'or (du même) (citato in RIET) |
|                         | Acciajoli (Roma) D'argento al leone rampante di nero (citato in Campidoglio, vol. I, pag. 34) alias D'argento, al leone al naturale, lampassato di rosso (immagine in Rust, Acciajoli.) |
|                         | Acciajoli (Ferrara) d'argento, al leone d'azzurro tenente un fiordaliso d'oro (citato in CROD) |
|                         | Acciajoli (Sicilia) d'argento, al leone di nero, coronato dello stesso (citato in CROD) (FR) D'argent, au lion de sable, couronné du même (citato in RIET) |
|                         | Acciajoli (Carpi) d'argento, al leone d'azzurro, armato di rosso, tenente nella branca anteriore sinistra un giglio d'oro (citato in CROD) |
|                         | Acciaioli (Napoletano) (la blasonatura non è stata ancora caricata) (d'argento, al leone d'azzurro tenente una bandiera dello stesso caricato di un lambello di rosso di cinque gocce) (citato in NBNA) |
|                         | Acciaioli o Acciaiuoli (Napoletano) Titolo: Conte, Signore del Bosco di Scafati (Boscoreale) di rosso, al leone d'azzurro, caricato nel corpo da una N d'oro, tenente una bandieruola d'azzurro caricata di tre gigli d'oro, fluttuante sopra la testa del leone a sinistra (citato in STVS) |
|                         | Acciaioli (Toscana) d'oro, al leone d'azzurro (DE) In Gold 1 blauer Löwe (citato in KHIF) |
|                         | Acciaioli (Cesena) (la blasonatura non è stata ancora caricata) (citato in BLCW) Immagine in 00564 Blasone Cesenate. |
|                         | Acciaiuoli (Tropea) di argento al leone d'azzurro tenente una bandiera di azzurro seminata di gigli d'oro caricati dal rastrello d'oro (citato in BLCL) Immagine e notizie storiche in Tropea Magazine. |
|                         | Acciaiuoli(Firenze) (la blasonatura non è stata ancora caricata) (citato in UNFE) Immagine nella Biblioteca Estense Universitaria (id. 3514). |
|                         | Acciapaccia o Acciapaccio (Napoletano) D'argento al leone rosso, attraversato da una banda azzurra caricata di tre accie o asce d'oro(arma antica) (citato in NBNA e in DAlena (Crollalanza)) alias D'argento al leone rosso, attraversato da una banda azzurra caricata di tre conchiglie d'oro (citato in NBNA e in CROD) alias D'argento al leone rosso poggiante sulla cima più alta di un monte a tre vette verde, attraversato da una banda azzurra caricata da tre doppie losagne d'oro (citato in NBNA) Cimiero: una testa di cavallo fra un volo alias D'argento al leone rampante di rosso, attraversato da una banda d'argento caricata di tre conchiglie di rosso (citato in DAlena (Masciotta)) Notizie storiche in Nobili napoletani. |
|                         | Acciardi (Napoli, Lettere) Titolo: nobili di Lettere trinciato di rosso e d'oro, il primo caricato di un'accetta d'oro posta in banda (citato in SPRE – pag. 308, in PRTS e in NBNA) (FR) Tranché de gueules sur or, le gueules chargé d'une hache d'or, posée en bande. (citato in RIET, sotto il nome Acchiardi) accetta di oro posta in banda sul rosso del trinciato di rosso e di oro (citato in LEOM) |
|                         | Acciari (Firenze) Bandato doppiomerlato d'oro e di rosso ( immagine di ASFI, su archiviodistato.firenze.it (archiviato dall'url originale il 15 gennaio 2014).) (citato in ASFI) |
|                         | Acclozamora (Abruzzo) Fusato di nero e d'argento (citato in DAlena) |
|                         | Accolari (Cesena) (la blasonatura non è stata ancora caricata) (citato in BLCW) Immagine in 00390 Blasone Cesenate. |
|                         | Accolti (Firenze) Di rosso, a tre rose d'argento bottonate del campo, 2.1, sormontate da un lambello a cinque pendenti d'azzurro ( immagine di ASFI, su archiviodistato.firenze.it (archiviato dall'url originale il 15 gennaio 2014).) (citato in ASFI) |
|                         | Accolti (Arezzo, Firenze) fasciato di rosso e d'argento, alla bordura d'azzurro caricata di otto stelle d'oro (citato in CROD) |
|                         | Accolti (Toscana) d'azzurro, allo scudetto ovale d'argento a due fasce di rosso, cinto da 10 stelle (8) d'oro (DE) In Blau 1 ovaler silberner Schild, belegt mit 2 roten Balken und schildbordförmig begleitet von 10 achtstrahligen goldenen Sternen (citato in KHIF) |
|                         | Accolti (Cesena) (la blasonatura non è stata ancora caricata) (citato in BLCW) Immagine in Blasone Cesenate. |
|                         | Accolti (d'argento, a due fasce di rosso) (citato in UNFE) Immagine nella Biblioteca Estense Universitaria (id. 3175). |
|                         | Accolti Gil (Bari, Conversano, Rutigliano) Titolo: Nobile inquartato: nel 1º d'argento, a due fasce di rosso, alla bordura d'azzurro caricata di otto stelle d'oro; nel 2º d'azzurro, al capriolo rovesciato e sormontato da una stella di otto raggi, il tutto d'oro, al capo cucito di azzurro, caricato da tre gigli d'oro divisi dai quattro pendenti di un lambello di rosso; nel 3º d'azzurro, a due serpenti d'oro intrecciati in palo, le teste affrontate e sormontate ciascuna da una corona all'antica d'oro, alla fascia dello stesso caricata di tre stelle di sei raggi del campo attraversante sul tutto; nel 4º d'azzurro, al castello fondato sopra un ponte arcuato sorretto da un piliere, e sostenuto da due leoni affrontati e cimato da un'aquila uscente, il tutto d'oro (citato in SPRE – Vol. I pag. 308 e Vol. IX pag. 175) 2 fasce di rosso su argento con - bordura di azzurro caricata di 8 stelle (6 raggi) di oro - scaglione rovesciato di oro su azzurro - stella (8 raggi) di oro in alto su azzurro - capo d'Angiò - 3 stelle (6 raggi) di azzurro su fascia di oro su 2 serpenti intrecciati in palo con le teste affrontate e coronate di oro su azzurro - fascia convessa di oro sostenuta da pilone dello stesso su azzurro - torre su fascia cimata da aquila e accostata da 2 leoni controrampanti tutto di oro su azzurro (citato in LEOM) inquartato: nel 1º d'argento a due fasce di rosso con la bordura d'azzurro caricata di 8 stelle di 6 raggi d'oro; nel 2º d'azzurro al capriolo rovesciato e sormontato da una stella di 8 raggi, il tutto d'oro, col capo cucito d'azzurro caricato di tre gigli d'oro divisi dai quattro pendenti di un lambello di rosso; nel 3º d'azzurro a due serpenti d'oro intrecciati in palo, le teste affrontate e sormontate ciascuna da una corona all'antica d'oro, alla fascia dello stesso caricata di 3 stelle di 6 raggi del campo attraversante sul tutto; nel 4º d'azzurro al castello fondato su di un ponte arcuato e sorretto da un piliere, il castello sostenuto da due leoni controfrontati e cimato da un'aquila nascente, il tutto d'oro (citato in RTGL) Cimiero: una mezz'aquila alata uscente di nero, accompagnata ai lati da due serpi d'oro Motto: Sic crede |
|                         | Accolti Gil Vitale (Conversano) Titolo: Nobile inquartato: nel 1º d'argento, a due fasce di rosso, alla bordura d'azzurro caricata di otto stelle d'oro; nel 2º d'azzurro, al capriolo rovesciato e sormontato da una stella di otto raggi, il tutto d'oro, al capo cucito di azzurro, caricato da tre gigli d'oro divisi dai quattro pendenti di un lambello di rosso; nel 3º d'azzurro, a due serpenti d'oro intrecciati in palo, le teste affrontate e sormontate ciascuna da una corona all'antica d'oro, alla fascia dello stesso caricata di tre stelle di sei raggi del campo attraversante sul tutto; nel 4º d'azzurro, al castello fondato sopra un ponte arcuato sorretto da un piliere, e sostenuto da due leoni affrontati e cimato da un'aquila uscente, il tutto d'oro (citato in SPRE – Vol. I pag. 309 e Vol. IX pag. 176) (FR) Écartelé: au 1, d'argent, à deux fasces de gueules, à la bordure d'azur chargée de huit étoiles (6) d'or; au 2, d'azur, au chevron renversé d'or, surmonté d'une étoile (8) du mesme, au chef du 1er chargé de trois fleurs-de-lis du second rangées entre les quatre pendants d'un lambel de gueules; au 3, d'azur, à deux serpents d'or, entrelacés d'or, les têtes affrontées et surmontées chacune d'une couronne à l'antique du mesme, à la fasce aussi d'or, brochant sur les serpents chargée de trois étoiles (6) d'azur; au 4, d'azur, à la tour posée sur un pont arqué soutenu d'un pilier, la tour accostée de deux lions rampants et surmontée d'une aigle naissante, le tout d'or. (citato in RIET) 2 fasce di rosso su argento con - bordura di azzurro caricata di 8 stelle (6 raggi) di oro - scaglione rovesciato di oro su azzurro - stella (8 raggi) di oro in alto su azzurro - capo d'Angiò - 3 stelle (6 raggi) di azzurro su fascia di oro su 2 serpenti intrecciati in palo con le teste affrontate e coronate di oro su azzurro - fascia convessa di oro sostenuta da pilone dello stesso su azzurro - torre su fascia cimata da aquila e accostata da 2 leoni controrampanti tutto di oro su azzurro (citato in LEOM) |
|                         | Accomando (Sicilia) d'azzurro, alla fascia d'oro, dalla quale sorge un braccio di guerriero, armato di tutto punto d'argento, impugnante una spada dello stesso con la punta rivoltata ed accompagnato all'angolo sinistro del capo da una stella d'oro di sei raggi (citato in Mango) |
|                         | Accomazzi o Accomazzo o Accomati o Comazzi (del Monferrato, in Casale) Titolo: Consignori di Montalero Troncato, di [...], al leone di [...] armato di clava di [...], nascente; e di [...], a due chiavi di [...], impugnate con due clave di [...] (citato in SUBL, MANN) |
|                         | Accomodo (Palermo) D'azzurro con una fascia d'oro, dalla quale sorge un braccio di guerriero che impugna una spada con la punta rivoltata ed accompagnato all'angolo sinistro del capo da una stella d'oro con sei raggi (citato in DAlena e in NBSC) d'azzurro, alla fascia d'oro, al sinistrocherio in capo armato al naturale, movente dalla fascia ed impugnante una spada d'argento guernita d'oro colla punta rivoltata, ed accompagnato all'angolo sinistro del capo ad una stella di sei raggi d'oro (citato in CROD) alias fascia di oro su azzurro - braccio sinistro uscente dalla fascia afferrante con la mano di carnagione un pugnale di argento - stella (5 raggi) di oro a destra in alto nella prima troncatura (citato in LEOM) (Cenno storico in Famiglie nobili di Sicilia (archiviato dall'url originale il 12 febbraio 2018).) |
|                         | Acconci (Pistoia) Di verde, a sei stelle a otto punte, ordinate in cinta, d'oro (citato in ASFI e in STPT) |
|                         | Acconci o Acconti (Forlì) d'oro, al becco rampante di nero movente dalla media cima di tre monti di verde, attraversato da una banda d'azzurro caricata di tre gigli d'oro disposti nel senso della banda (citato in CROD) |
|                         | Acconci (Lucca) d'azzurro, alla sbarra d'oro accompagnata in capo da una mazza e da tre stelle dello stesso (citato in CROD) |
|                         | Acconciajoco o Acconciaioco o Accongiajoco (Ravello) D'oro alla fascia scaccata di tre fila di oro e di azzurro, accompagnata da quattro gigli di quest'ultimo: tre sopra e uno in punta. (citato in DAlena e in NBNA alias Di oro a due leoni di azzurro affrontati e sostenenti una scacchiera di trentasei pezzi anch'essi di oro e di azzurro (citato in DAlena) |
|                         | Acconciaioco (Ravello) d'argento, al palo di rosso caricato di tre verghette d'argento, accostato da due leoni controrampanti al naturale, sostenenti uno scaccato di 16 pezzi d'argento e di rosso (citato in CROD) |
|                         | Acconciaioco (Monopoli) d'oro, alla croce del Calvario di verde, piantata sopra un monte di tre cime d'azzurro, movente dalla punta, sormontata da tre stelle di rosso, ordinate nel capo (citato in CROD) |
|                         | Acconciati (Pistoia) Fasciato ondato d'argento e d'azzurro (citato in ASFI e in STPT) |
|                         | Accongiaioco (Napoletano) (la blasonatura non è stata ancora caricata)(d'oro, alla fascia scaccata di tre file d'azzurro e d'oro, accompagnata da tre gigli d'azzurro, due in capo e uno in punta) (citato in NBNA) |
|                         | Accoppi (Firenze) d'azzurro a tre coppe d'oro, fiammeggianti di rosso, 2 e 1 (citato in CROD) |
|                         | Accoramboni (Firenze) Grifone (citato in DAlena) |
|                         | Accoramboni (Roma) Di rosso, al grifo d'argento, caricato di quattro bande azzurre, tenente nella branca destra una spada di argento e nella sinistra una montagna di tre cime d'oro (citato in Campidoglio, vol. I, pag. 35, immagine in Rust, Accoramboni.) |
|                         | Accorambono (Sicilia) Diviso d'oro e di rosso al grifo rampante dell'uno nell'altro (citato in DAlena e in NBSC) (Cenno storico in Famiglie nobili di Sicilia (archiviato dall'url originale il 12 febbraio 2018).) |
|                         | Accordi (Firenze) Di rosso, alla croce di Sant'Andrea diminuita d'argento ( immagine di ASFI, su archiviodistato.firenze.it (archiviato dall'url originale il 15 gennaio 2014).) (citato in ASFI) (DE) In Rot 1 silbernes Schrägkreuz (citato in KHIF) |
|                         | Accordi (Figline, Firenze) D'azzurro, a sei corde annodate d'argento, tre poste in banda e tre in sbarra, incrociantisi ( immagine di ASFI, su archiviodistato.firenze.it (archiviato dall'url originale il 15 gennaio 2014).) (citato in ASFI) |
|                         | Accorretti (Napoletano) (la blasonatura non è stata ancora caricata) (d'argento, al leone al naturale, lampassato di rosso, armato d'azzurro, tenente con la branca destra una palla dello stesso) (citato in NBNA) |
| (disegno da correggere) | Accorimboni (Spello) di rosso, al grifo d'argento coronato d'oro tenente colla sua branca destra una spada del secondo, guarnita del terzo, attraversato da quattro cotisse d'azzurro Cimiero: un'aquila nascente di nero coronata d'oro (citato in SPRE – Vol. I pag. 309) (FR) (per il cognome Accoramboni) De gueules, au griffon d'argent, couronné d'or, tenant de sa patte dextre une épée du second, garnie du troisième, à quatre cotices d'azur, brochant sur le tout. citato in RIET) grifo rampante di argento coronato di oro attraversato da 4 cotisse di azzurro su rosso tenente con la destra una spada di oro posta in palo (citato in LEOM) |
|                         | Accorri (precedentemente Pazzi) (Firenze) Partito d'argento e di rosso, al crescente montante attraversante dell'uno all'altro, sormontato nel 2º dallo scudetto rotondo del Popolo fiorentino ( immagine di ASFI, su archiviodistato.firenze.it (archiviato dall'url originale il 15 gennaio 2014).) (citato in ASFI) alias Partito d'azzurro e di rosso, al crescente montante attraversante dell'uno all'altro, sormontato da una crocetta di rosso nel 1º e da un sole d'oro nel 2º (citato in ASFI) (DE) In blau-rot gespaltenem Feld 1 rotes Kreuz, 1 strahlende gesichtete goldene Sonne und 1 liegender Halbmond in verwechselten Tinkturen, 2:1 gestellt (citato in KHIF) |
|                         | Accorriluomini (Pistoia) Trinciato cuneato di rosso e d'oro (citato in ASFI e in STPT) |
|                         | Accorretti (Macerata, Filottrano, Ancona, Roma) d'argento, al leone al naturale linguato di rosso, tenente una palla d'azzurro Motto: Virtute duce comite fortuna (citato in SPRE – Vol. I pag. 309) leone rampante al naturale tenente con la zampa destra una palla di azzurro su argento (citato in LEOM) |
|                         | Accorsi (Siena) D'argento, alla banda cucita d'oro alias D'argento, alla fede di carnagione impugnante una spada alta di..., accompagnata in punta da una ruota a sei raggi di...; il tutto circondato da una ghirlanda di verde (citato in ASFI) |
|                         | Accorsi Bombaglini (Firenze) (la blasonatura non è ancora caricata (citato in ASFI) |
|                         | Accorsini (Pistoia) Fasciato di sei pezzi d'oro e d'azzurro alias Fasciato di sei pezzi d'azzurro e di verde (citato in ASFI e in STPT) |
|                         | Accosta (Sicilia) di rosso, a due costole umane d'oro moventi dai fianchi dello scudo, opposte nel cuore (citato in Mango) |
|                         | Accotanto (Veneto) (di rosso, a tre bande d'argento, caricate rispettivamente di 2, 3 e 2 stelle a otto punte del campo) (citato in STBV) (immagine dello Stemmario reale di Baviera.) |
|                         | Accotanto (Veneto) (bandato d'argento e di rosso di otto pezzi, le bande d'argento caricate rispettivamente di 1, 4, 3 e 2 stelle a otto punte del secondo) (citato in STBV) (immagine dello Stemmario reale di Baviera.) |
|                         | Accotto (Borgofranco d'Ivrea) Titolo: Consignori di Romano D'oro, all'aquila di nero (citato in SUBL, MANN) |
|                         | Accrocciamuro o Acclocciamuro (Napoletano) Losangato in palo di nero e d'argento, al lambello di tre pendenti di rosso posto in capo (citato in NBNA) |
|                         | Accursi (Todi, Bologna) d'azzurro, al cavallo allegro d'argento, bardato di rosso, col capo d'Angiò (citato in BLBO - immagine in Blasone Bolognese (archiviato dall'url originale il 4 marzo 2016).) (FR) D'azur, au cheval d'argent, bridé de gueules, au chef d'azur, ch. de trois fleurs-de-lis d'or, rangées entre les quatre pendants d'un lambel de gueules (citato in SPRE – Vol. I pag. 310 e in RIET) cavallo rampante di argento bardato di rosso su azzurro - capo d'Angiò cucito (citato in LEOM) |
|                         | Accursino (Napoletano) (la blasonatura non è stata ancora caricata) (d'azzurro, alla fascia alzata d'oro, sormontata da una stella (6) dello stesso; a due leoni controrampanti di rosso, attraversanti sul tutto e sostenuti da una campagna troncata d'oro e di verde) (citato in NBNA) |
|                         | Accursio (Abruzzo) Inquartato: nel 1° e 4° d'argento all'aquila spiegata di nero; nel 2° e 3° d'azzurro al leone d'oro rivoltato (citato in DAlena) |
|                         | Accursio o Accursi (da Ponzone, in Acqui) Titolo: Consignori di Montabone D'azzurro, alla banda d'oro, con il cerchio di rosso attraversante sul tutto (citato in SUBL,MANN) |
|                         | Accusani olim Acquesana alias Acquosana, discendenti dagli conti di questo nome(Acqui) Titolo: Conti di Olmo, Baroni di Retorto e Portanova, Signori di Montabone, Consignori di Canelli d'oro, alla fascia d'azzurro, caricata di tre stelle del primo, ordinate in fascia; accompagnate in capo, da un'aquila di nero coronata del campo; in punta, da una croce d'azzurro, patente, di dodici punte (FR) D'or, à la fasce d'azur, chargée de trois étoiles du 1er, acc. en chef d'une aigle de sable couronnée, becquée et armée du champ, et en pointe d'une croix enhendée d'argent (citato in SPRE – Vol. I pag. 310 e in RIET) 3 stelle (6 raggi) di oro su fascia di azzurro su oro - aquila di nero coronata di oro su oro in alto - croce scorciata gigliata di azzurro su oro in basso (citato in LEOM) alias Troncato, al 1º di rosso all'aquila d'oro, sorante, al 2º d'argento al braccio armato, movente da una nuvola, in alto a sinistra, la mano di carnagione impugnante una mazza d'armi, il tutto al naturale, con la fascia d'azzurro carica di tre stelle d'argento, sulla partizione (citato in SUBL, MANN) |
|                         | Accusani (Acqui) Titolo: Conti di Acquosana D'oro, alla croce d'azzurro, patente, scorciata, di dodici punte (citato in SUBL) |

### Ace
| Stemma | Casato e blasonatura |
| ------ | --- |
|        | Acerbi (Compiano) (la blasonatura non è stata ancora caricata) (citato in DAlena) |
|        | Acerbi (originari di Ferrara, in Milano) Titolo: Marchesi di Cisterna d'Asti Troncato, al 1° d'argento, al drago nascente al naturale, al 2° di rosso, a sei palle d'argento, 3, 2, 1 alias Semipartito e troncato, al 1° d'argento, alla ruota di Santa Caterina di rosso, al 2° d'oro all'aquila di nero, al 3° di rosso alla stella d'argento (citato in SUBL, MANN) |
|        | Acerbi (Tortona, Castelnuovo Scrivia) D'argento, alla ruota di Santa Caterina di rosso (citato in SUBL) |
|        | Acerbi (Toscana) d'azzurro, a due fasce d'argento, caricate ciascuna di tre trifogli di verde posti nel verso della pezza (DE) In Blau 2 silberne Balken, der Figur nach belegt mit je 3 grünen Kleeblättern (citato in KHIF) |
|        | Acerbi (Toscana) d'azzurro, alla banda di ... orlata di ... e caricata di tre gigli di ... posti in palo (DE) In Blau 1 silberner? bordierter Schrägbalken, belegt mit 3 Lilien (citato in KHIF) |
|        | Acerbi (Toscana) d'azzurro, a due bande d'argento, caricate ciascuna da tre trifogli di verde posti inl verso della pezza (DE) In Blau 2 silberne Schrägbalken, der Figur nach belegt mit je 3 grünen Dreiblättern (citato in KHIF) |
|        | Acerbi (Perugia) (la blasonatura non è stata ancora caricata) (citato in UNFE) Immagine nella Biblioteca Estense Universitaria (id. 7364). |
|        | Acerbo (Abruzzo) d'azzurro, a tre monti di verde posti sopra un fiume e sostenenti tre cipressi, il tutto al naturale (citato in SPRE – Vol. I pag. 311, in DAlena e in NBNA) 3 monti posti su fiume sostenenti 3 cipressi (alberi) tutto al naturale su azzurro (citato in LEOM) Motto: In hostes acerbus                                                              |
|        | Acerra (Napoletano) (la blasonatura non è stata ancora caricata) ( scaglionato di rosso e d'argento di otto pezzi, gli scaglioni d'argento caricati di segni di nero) (citato in NBNA) |
|        | Acerra (Napoletano) (la blasonatura non è stata ancora caricata) (d'argento, a tre scaglionetti di rosso, ognuno sormontato da segni di nero ordinati in scaglione) (citato in NBNA) |
|        | Aceto o Catani o Cattani(Sicilia) Titolo: conte Campo diviso d'oro e di nero al leone dell'uno nell'altro coronato di nero (citato in DAlena e in NBSC) d'oro e di nero, al leone dell'uno all'altro (citato in Mango (Cenno storico in Famiglie nobili di Sicilia (archiviato dall'url originale il 12 febbraio 2018).)                                                |
|        | Aceto (Catanzaro) Di nero al leone coronato d'oro (citato in DAlena e in BLCL) |

### Ach
| Stemma | Casato e blasonatura |
| ------ | --- |
|        | Achei o Achej di rosso, a due scuri addossate d'oro (citato in CROL – pag. 15 e in MONT - pag. 98 (due scuri d'oro, addossate in palo))                           |
|        | Achiardi (Livorno) D'oro, a due scuri d'arme decussate al naturale, accantonate da quattro crocette trifogliate d'argento (citato in ASFI)                        |
|        | Achoitanto o Contenti (Altino, Venezia) (la blasonatura non è stata ancora caricata) (citato in UNFE) Immagine nella Biblioteca Estense Universitaria (id. 5650). |

### Aci
| Stemma | Casato e blasonatura |
| ------ | --- |
|        | Acitillo (Napoletano) (la blasonatura non è stata ancora caricata) (d'argento, alla rovere al naturale, accostata da due serpi ondeggianti in palo di nero) (citato in NBNA)                                |
|        | Acito (Napoletano) (la blasonatura non è stata ancora caricata) (d'azzurro, al leone di rosso accompagnato nel canton destro del capo da cinque stelle (6) dello stesso, poste 1, 2, 1, 1) (citato in NBNA) |

### Aco
| Stemma | Casato e blasonatura |
| ------ | --- |
|        | Acono o Alcono (Sicilia)Titolo: barone di Camastra Di verde con cinque conchiglie d'oro poste 2, 1, 2 (citato in Mango e in DAlena) verde con cinque conchiglie d'oro situate in croce di Sant'Andrea (citato in NBSC) alias di rosso, a tre caprioli d'oro, accompagnati da una croce potenziata d'oro, situata sopra il terzo capriolo (citato in Mango) (Cenno storico in Famiglie nobili di Sicilia (archiviato dall'url originale il 12 febbraio 2018).) |

### Acq
| Stemma                          | Casato e blasonatura |
| ------------------------------- | --- |
|                                 | Acqua (Osimo) Titoli: Conti, Patrizi di Spoleto, Signori di Osimo, Nobili di Firenze d'azzurro alla fascia d'oro caricata di tre rose di rosso e accompagnata in capo da una cometa d'oro posta in palo, e in punta da una campagna mareggiata d'argento e d'azzurro, carica di un pesce nuotante, al naturale (citato in SPRE – Vol. IX pag. 176) 3 rose di rosso su fascia di oro su azzurro - cometa in palo di oro in alto su azzurro - pesce nuotante al naturale su mare ondato di argento su azzurro (citato in LEOM) |
|                                 | Acquabianca (Susa) Titolo: Consignori di S. Didero, S. Giorio Di rosso, all'aquila d'argento (citato in SUBL, MOLA p. 56, MANN) |
| (disegno da correggere: stelle) | Acquaderni (Bologna) partito: nel 1º di rosso, al leone d'oro armato e linguato di nero, tenente con le zampe anteriori una croce latina posta in palo e sormontata da un triangolo fra tre stelle di sei raggi, il tutto d'oro; nel 2º d'azzurro, all'arca noetica in un mare ondato d'argento, sormontata dal motto "Auxilium a Deo" in caratteri lapidari romani, posto su due righe (citato in SPRE – Vol. I pag. 311 e Vol. IX pag. 177) leone rampante di oro croce latina dello stesso tra le anteriori su rosso sormontato da - squadra di oro e 3 stelle (6 raggi) dello stesso poste 1,2 su rosso - arca di Noè al naturale su mare ondato di argento su azzurro sormontata da - motto in lettere maiuscole di nero "AUXILIUM A DEO" (citato in LEOM) Cimiero: il leone dello scudo nascente fra cinque penne di struzzo d'oro, di rosso, d'argento e d'azzurro Cercine e Svolazzi: a destra d'argento e d'azzurro, a sinistra d'oro e di rosso                             |
|                                 | Acquarone (Genova, Porto Maurizio) d'azzurro, all'aquila di nero, coronata d'oro (citato in SPRE – Vol. I pag. 311 e Vol. IX pag. 177) aquila di nero coronata di oro su azzurro (citato in LEOM) |
|                                 | Acquarone (Genova, Porto Maurizio) aquila coronata di nero su argento (citato in LEOM) D'argento, all'aquila di nero coronata dello stesso (citato in Franchi-Verney, p. 1) |
|                                 | Acquasparta (la blasonatura non è stata ancora caricata) (citato in UNFE) Immagine nella Biblioteca Estense Universitaria (id. 5052). |
|                                 | Acquaviva (Conversano, Atri, Napoli, Sicilia) d'oro, al leone d'azzurro linguato di rosso (citato in SPRE – Vol. I pag. 312) e in NBNA d'oro, al leone d'azzurro (citato in Mango leone rampante di azzurro su oro (citato in LEOM) d'oro con un leone azzurro (citato in NBSC) (Cenno storico in Famiglie nobili di Sicilia (archiviato dall'url originale il 12 febbraio 2018).) Ulteriori notizie storiche in Nobili napoletani. |
|                                 | Acquaviva o Boschetti (Modena, Napoli) (la blasonatura non è stata ancora caricata) (citato in UNFE) Immagine nella Biblioteca Estense Universitaria (id. 2669). |
|                                 | Acquaviva (Napoli) (la blasonatura non è stata ancora caricata) (citato in UNFE) Immagine nella Biblioteca Estense Universitaria (id. 2667). |
|                                 | Acquaviva d'Aragona (Conversano Nardò Atri Napoli) Titoli: principe di caserta, di Teramo, duca di Atri, di Nardò, di Noci, di Casalaspro, di Pietragalla, di Eboli, marchese di Bitonto, di Bellante, conte di San Valentino, di Conversano, di San Flaviano, di Montorio, di Nardò, di Caserta, di castellana inquartato: nel 1º e 4º d'oro, al leone d'azzurro linguato di rosso; nel 2º e 3º di Aragona, che è d'oro a quattro pali di rosso (citato in SPRE – Vol. I pag. 312) leone rampante di azzurro su oro - 4 pali di rosso su oro (citato in LEOM) alias inquartato: nel 1º e 4º partito di 3: in a) d'oro a quattro pali di rosso (Aragona), in b) a otto fasce d'argento e di rosso (Ungheria), in c) d'azzurro seminato di gigli d'oro (Angiò), in d) d'argento, alla croce potenziata (una H con una I nel mezzo) accantonata da quattro crocette, il tutto d'oro (Gerusalemme); nel 2º e 3º d'oro, al leone azzurro lampassato di rosso (Acquaviva) (citato in NBNA) |
|                                 | Acquaviva d'Aragona D'oro al leone d'azzurro linguato di rosso (anche inquartato con quello reale d'Aragona che è d'oro a 4 pali di rosso) (citato in DAlena) alias D'oro al leone d'azzurro lampassato di rosso (citato in DAlena) alias D'oro al leone d'azzurro (citato in DAlena) alias D'oro al leone d'azzurro linguato e artigliato di rosso (citato in DAlena) Notizie storiche in Nobili napoletani. |
|                                 | Acquavivi (la blasonatura non è stata ancora caricata) (citato in UNFE) Immagine nella Biblioteca Estense Universitaria (id. 333). |
|                                 | Acquilei (Cesena) (la blasonatura non è stata ancora caricata) (citato in BLCW) Immagine in Blasone Cesenate. |
|                                 | Acquilini (Cesena) (la blasonatura non è stata ancora caricata) (citato in BLCW) Immagine in Blasone Cesenate. |

### Act
| Stemma | Casato e blasonatura |
| ------ | --- |
|        | Acta (Sicilia) d'oro con un castello nero sormontato da un uomo armato, che tiene nella mano destra una bandiera di quattro scacchi d'argento e d'azzurro, caricata da una crocetta rossa; e accompagnata nello angolo destro del capo da una stella d'oro con sei raggi la porta guardata da uomo armato (citato in NBSC) (Cenno storico in Famiglie nobili di Sicilia (archiviato dall'url originale il 5 marzo 2016).) |
|        | Acton (Napoli) Titoli: Barone, Patrizio napolitano di rosso, a due leoni illeoparditi d'argento uno sull'altro, accompagnati da nove croci d'oro ricrociate con la traversa inferiore appuntata poste e ordinate in palo, tre in ciascun fianco dello scudo e tre in mezzo, queste una in capo, una in punta, la terza fra i due leoni (FR) De gueules, à deux lions léopardés d'argent, l'un sur l'autre, acc. de neuf croix recroisettées au pied fiché d'or (citato in SPRE – Vol. I pag. 313 e Vol. IX pag. 178, in PRTS e in RIET (per il cognome Acton d'Aldenham)) 2 leoni di argento passanti un sull'altro su rosso - 9 croci latine di oro ricrociate traversa inferiore appuntita su rosso poste in tripla fascia (citato in LEOM) di rosso a due leoni illeoparditi d'argento l'uno sull'altro, accompagnati da nove crocette d'oro ricrociate, poste e ordinate in palo 3, 3, 3 in capo, in punta e in mezzo ai due animali (citato in NBNA) Cimiero: una gamba a mezza coscia armata, gocciante sangue, con ornamenti d'oro e racchiusa entro una sciarpa gomenata d'argento e di rosso Motto: Adiuvante Deo Notizie storiche in Nobili napoletani. |

### Acu
| Stemma | Casato e blasonatura |
| ------ | --- |
|        | Acugna (Sicilia) D'oro con nove banderuole azzurre, situate 3, 3 e 3 e la bordura di rosso caricata da sette castelli d'oro (citato in Mango, in DAlena e in NBSC) (Cenno storico in Famiglie nobili di Sicilia (archiviato dall'url originale il 12 febbraio 2018).) |
|        | Acuto (Firenze) D'oro, allo scaglione di rosso, caricato di tre conchiglie del campo (citato in ASFI) |
|        | Acuto (Sulmona) D'argento, allo scaglione di nero, caricato di tre conchiglie del campo (citato in Sulmona dei nobili e degli onorati: la storia, le famiglie, gli stemmi)                                                                                            |